# Mshkavank
Mshkavank (arménien : Մշկավանք) est un monastère du XIIe siècle — XIIIe siècle, proche du village de Koghb,
dans le marz de Tavush, en Arménie.

## Histoire
Mshkavank est situé sur un plateau boisé à côté du village de Koghb. L'église dédiée à la Sainte-Mère-de-Dieu et le porche adjacent à l'ouest ont été conservés. La date exacte de construction de l'édifice est inconnue, mais en 1219 l'église est mentionnée comme une structure existante. Le plan est carré et se présente comme une salle couverte d'un dôme, à une seule nef. Deux chapelles à deux niveaux jouxtent l'abside semi-circulaire de part et d'autre. Sur la façade ouest, au dessus de la fenêtre du chevet, se trouve une croix stylisée dans la partie supérieure de laquelle est représentée la tête d'un taureau. Il n'y a qu'une entrée à l'ouest du côté du porche. Elle est encadrée de pierres de différentes couleurs.
Le monastère de Mshkavank est riche en khachkars et en inscriptions lapidaires. Un cimetière entoure l'église. Les lieux sont restaurés en 1955-1960.

## Galerie

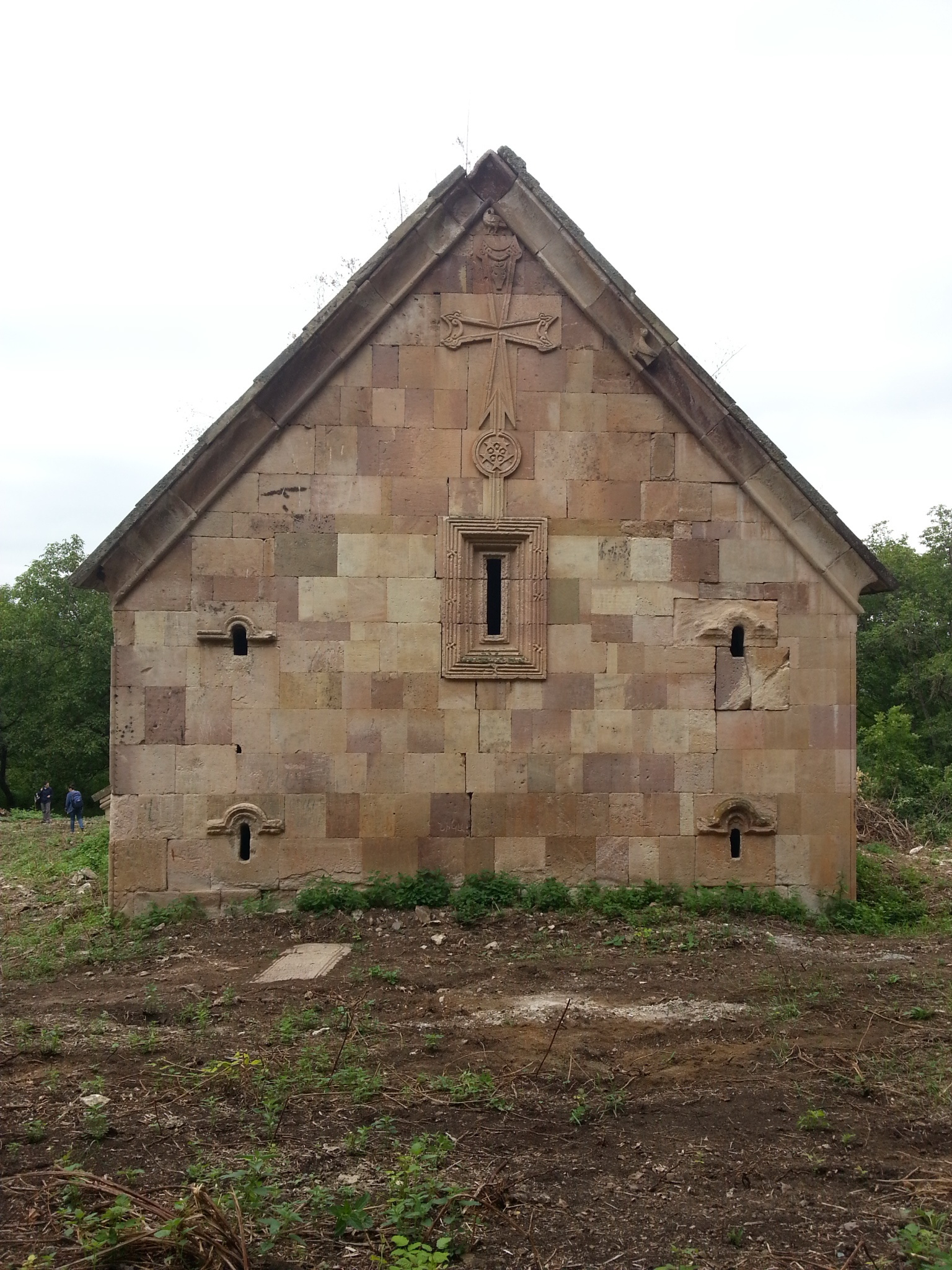
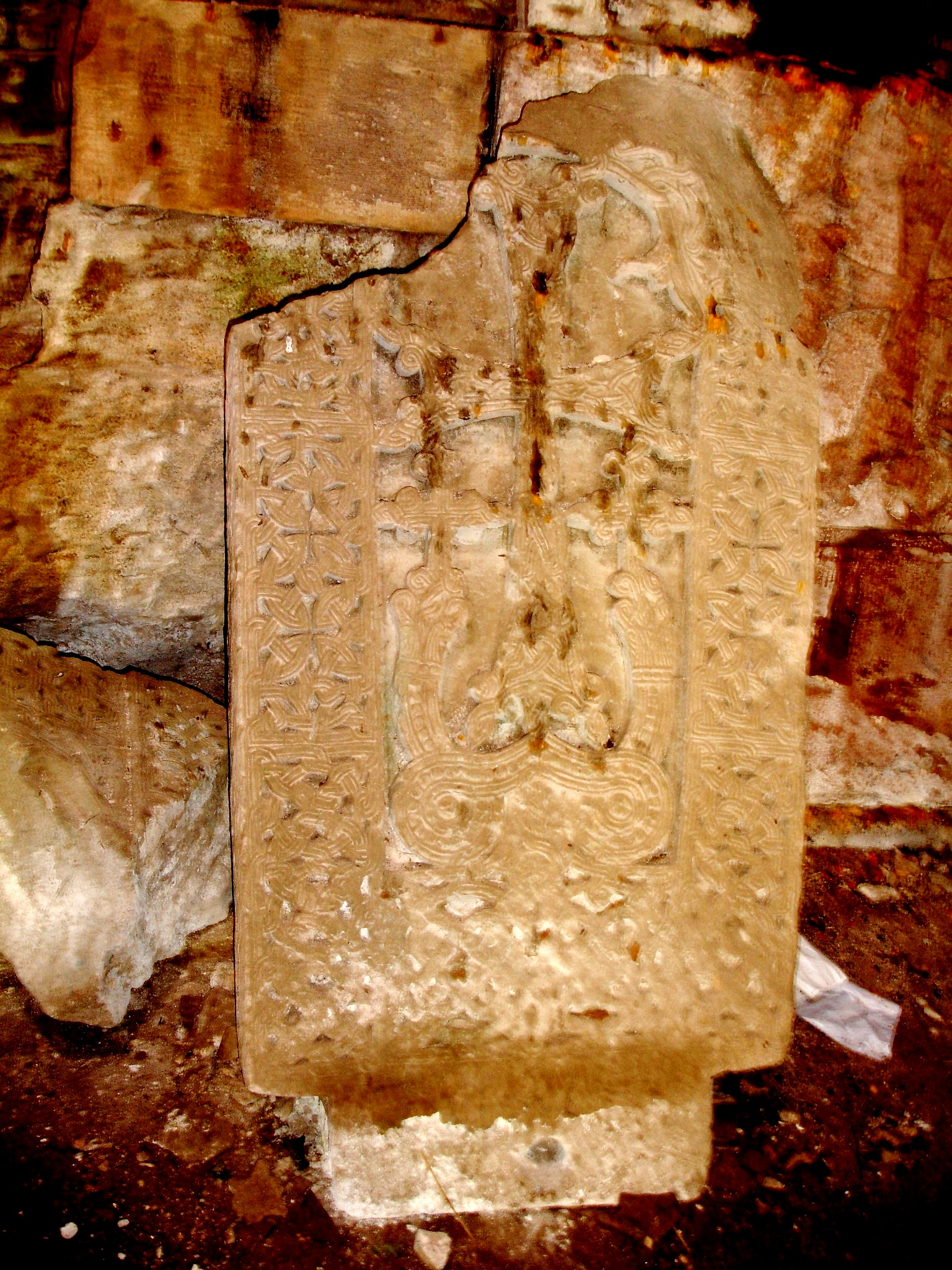
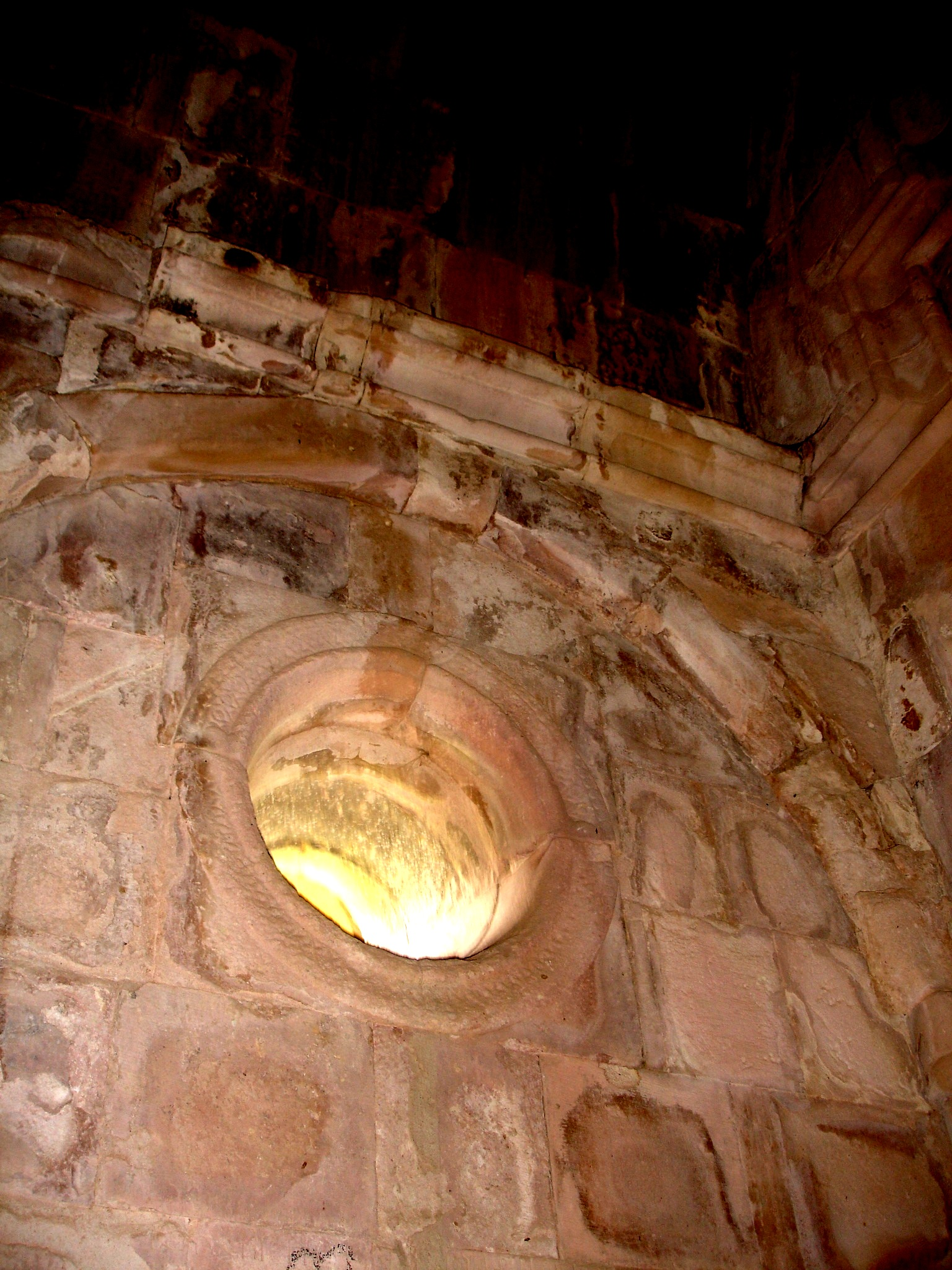
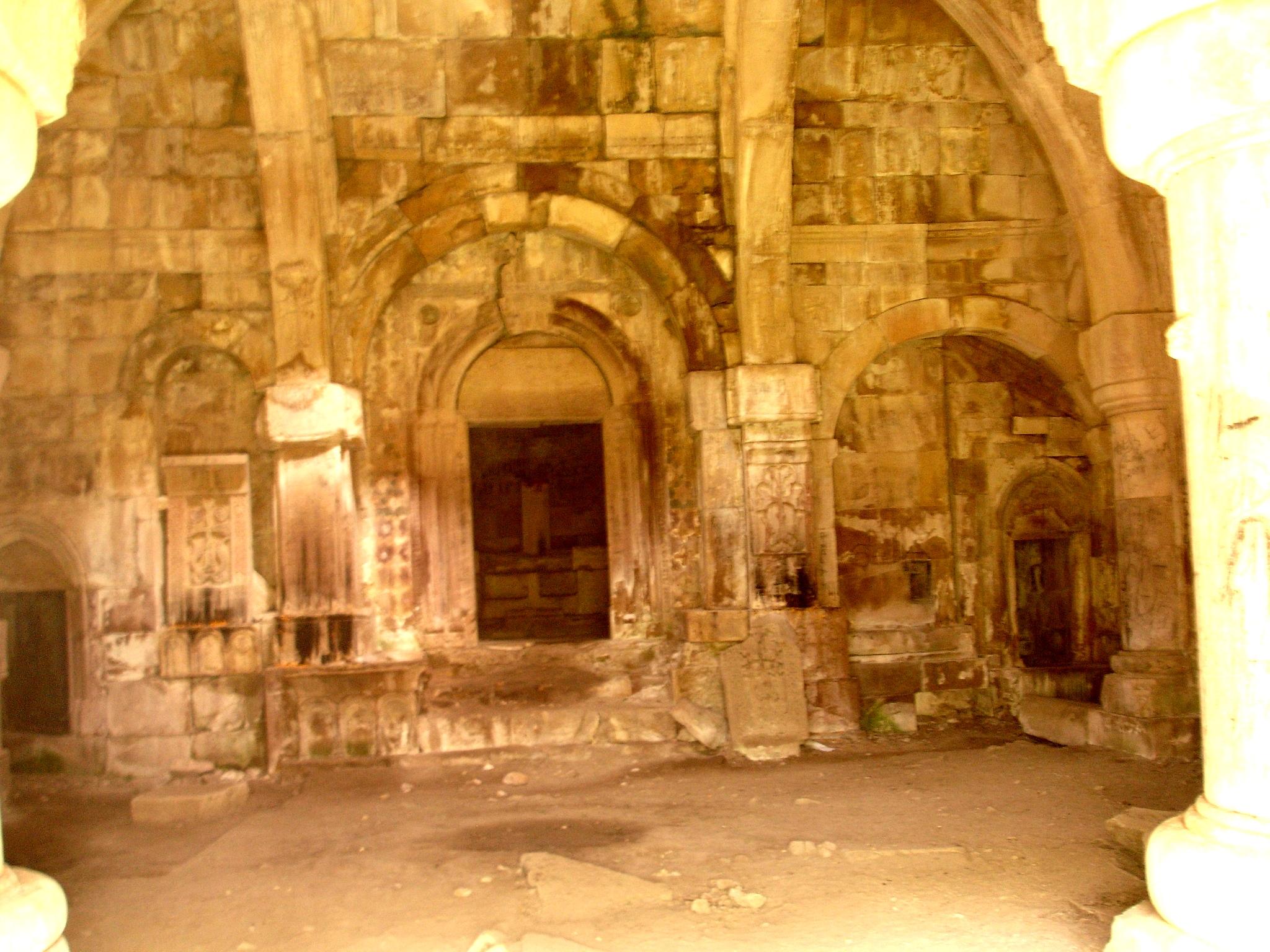
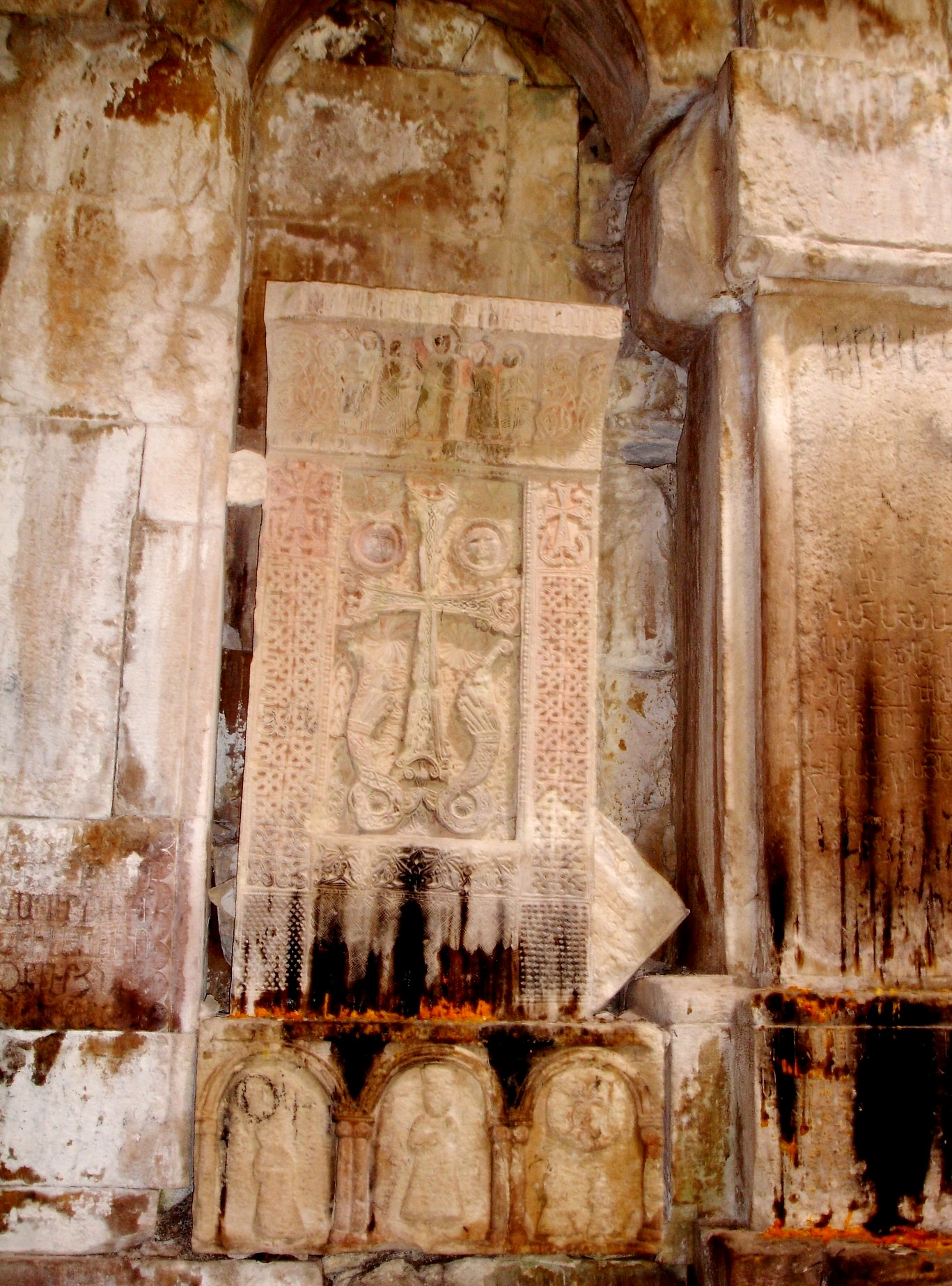
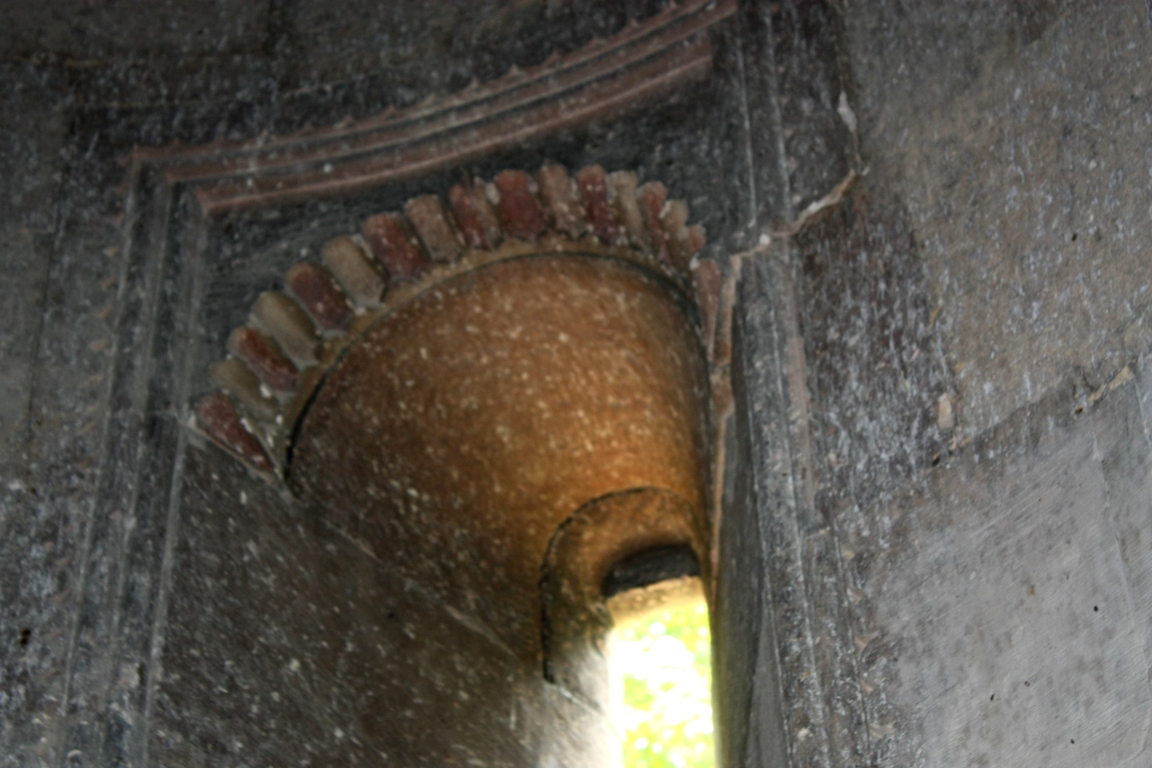
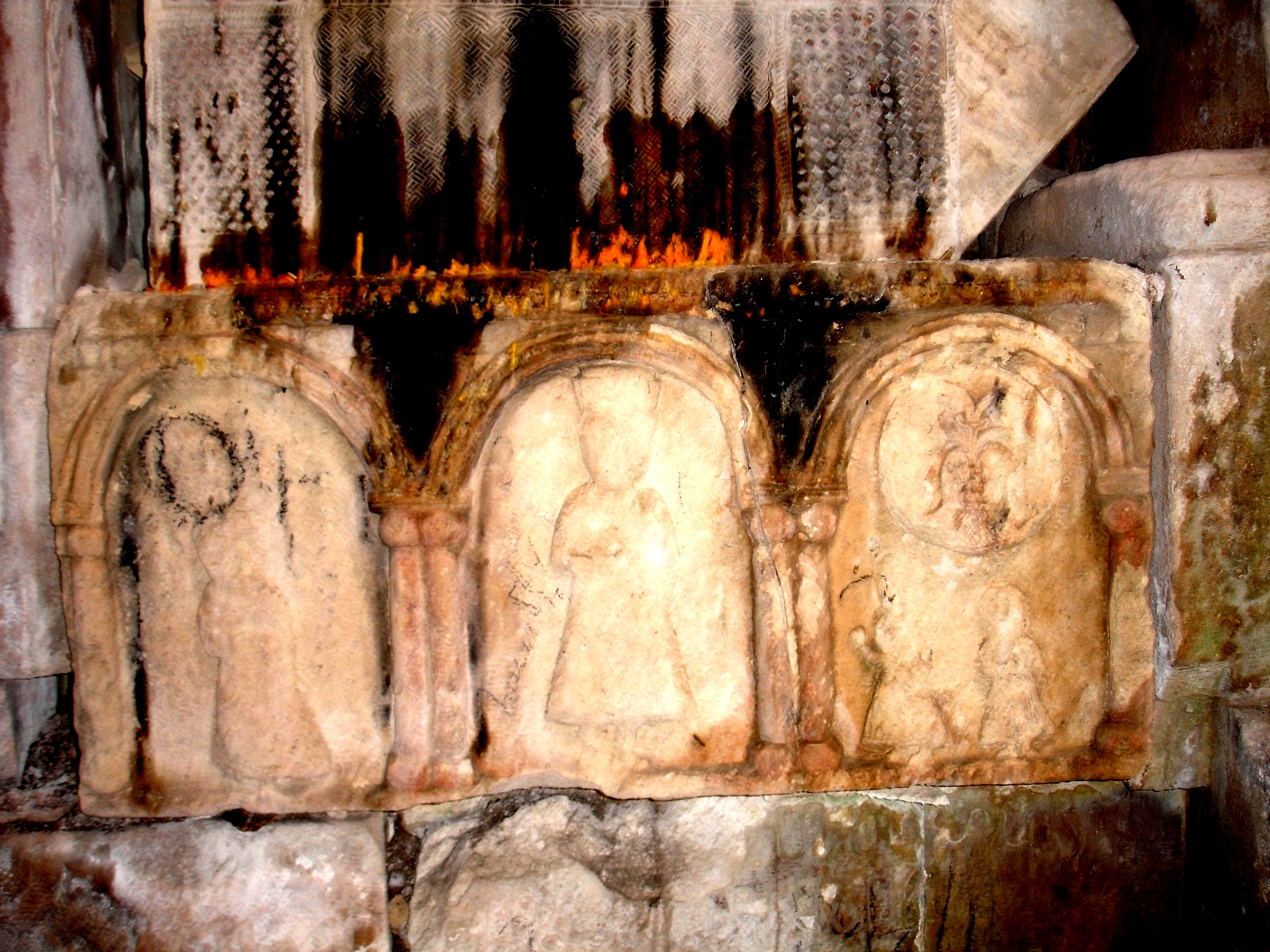
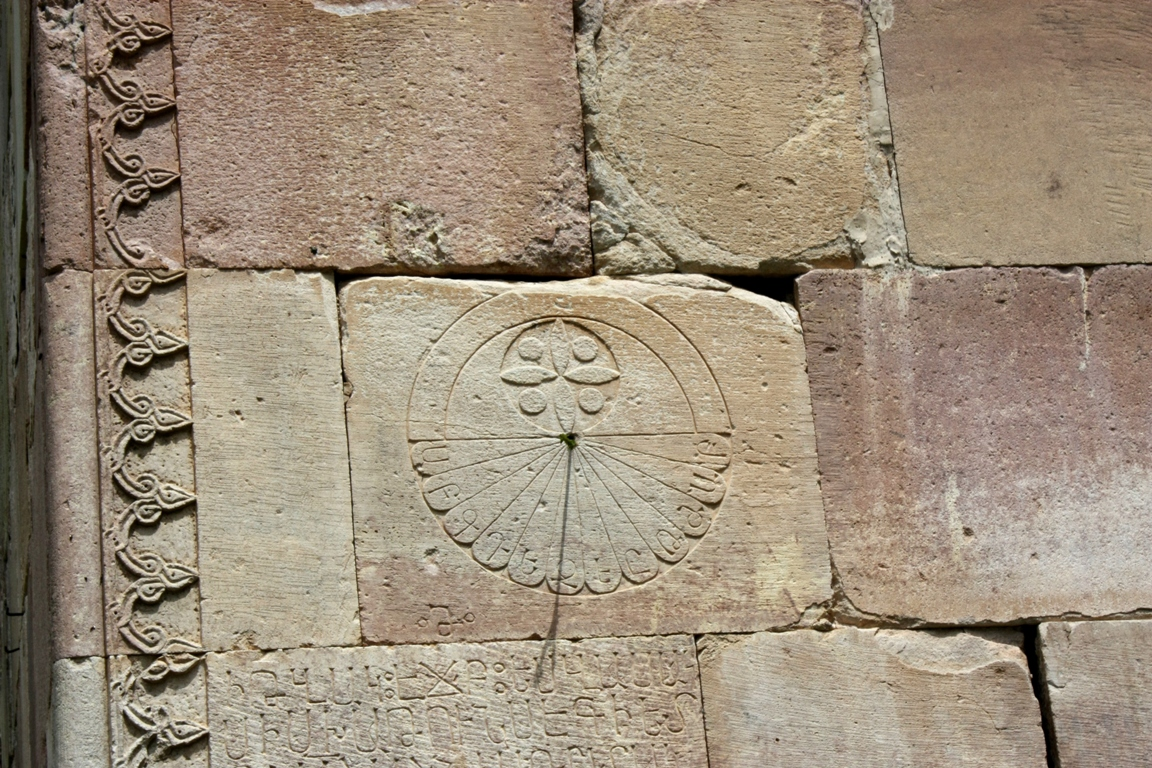